# Castel Madama
Castel Madama est une commune italienne d'environ 7 300 habitants située dans la ville métropolitaine de Rome Capitale dans la région Latium en Italie centrale.

## Géographie
Castel Madama est une commune située dans la vallée de l'Aniene à 6 km à l'est de Tivoli et à 32 km au nord-est du centre de Rome. Les communes limitrophes sont Ciciliano, Sambuci, San Gregorio da Sassola, Tivoli et Vicovaro.
Les différentes frazioni' qui composent la commune sont Colle Passero, Monitola, La Valle et Valle Caprara. Le bourg historique est composé de quatre rioni : Borgo, Castelluccio, Empolitano et Santa Maria della Vittoria.

## Démographie
Habitants recensés

## Administration
| Période                                  | Période | Identité          | Étiquette     | Qualité |
| ---------------------------------------- | ------- | ----------------- | ------------- | ------- |
| 16 mai 2011                              |         | Domenico Pascucci | Liste civique |         |
| Les données manquantes sont à compléter. |         |                   |               |         |

### Jumelages
- Audenarde (Belgique) en 1986
- La Roda de Andalucía (Espagne) en 2002

## Culture et patrimoine
Les principaux édifices religieux et civils sont :
- L'église Sant'Anna
- L'église San Michele Arcangelo
- L'église San Lorenzo
- L'église San Sebastiano
- Le palais Orsini

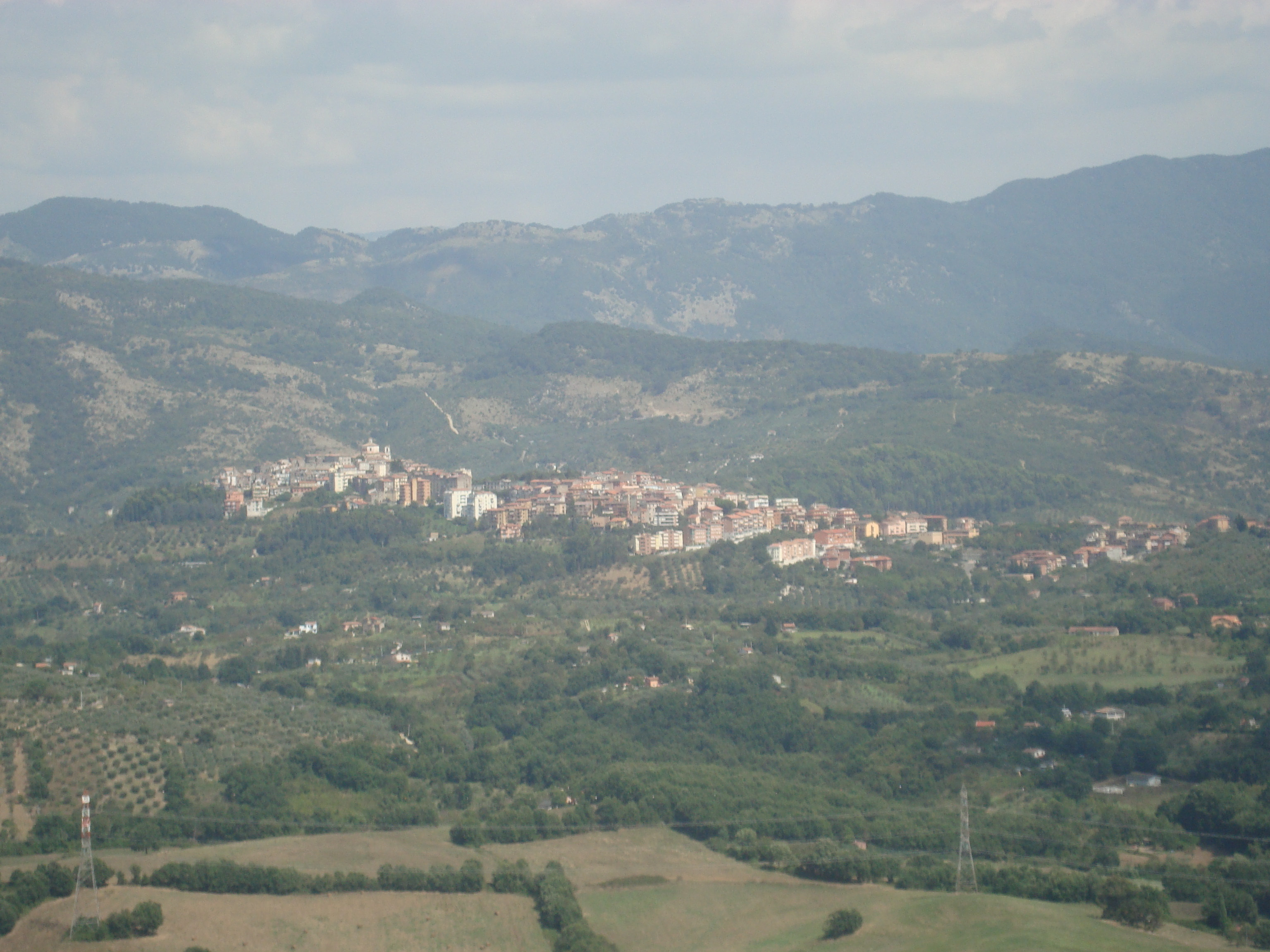
Vue générale de la ville depuis la réserve naturelle du Monte-Catillo
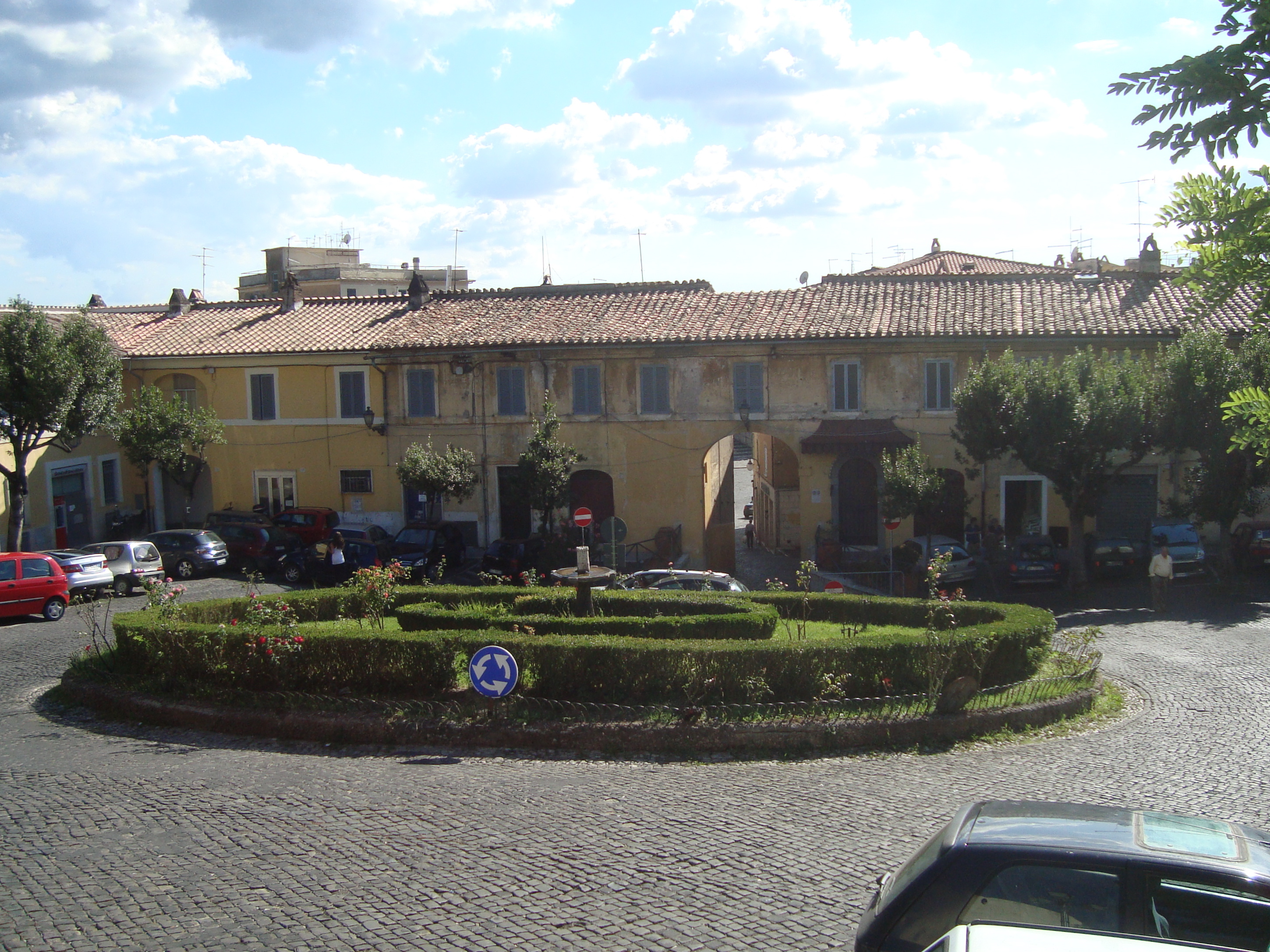
La piazza Garibaldi
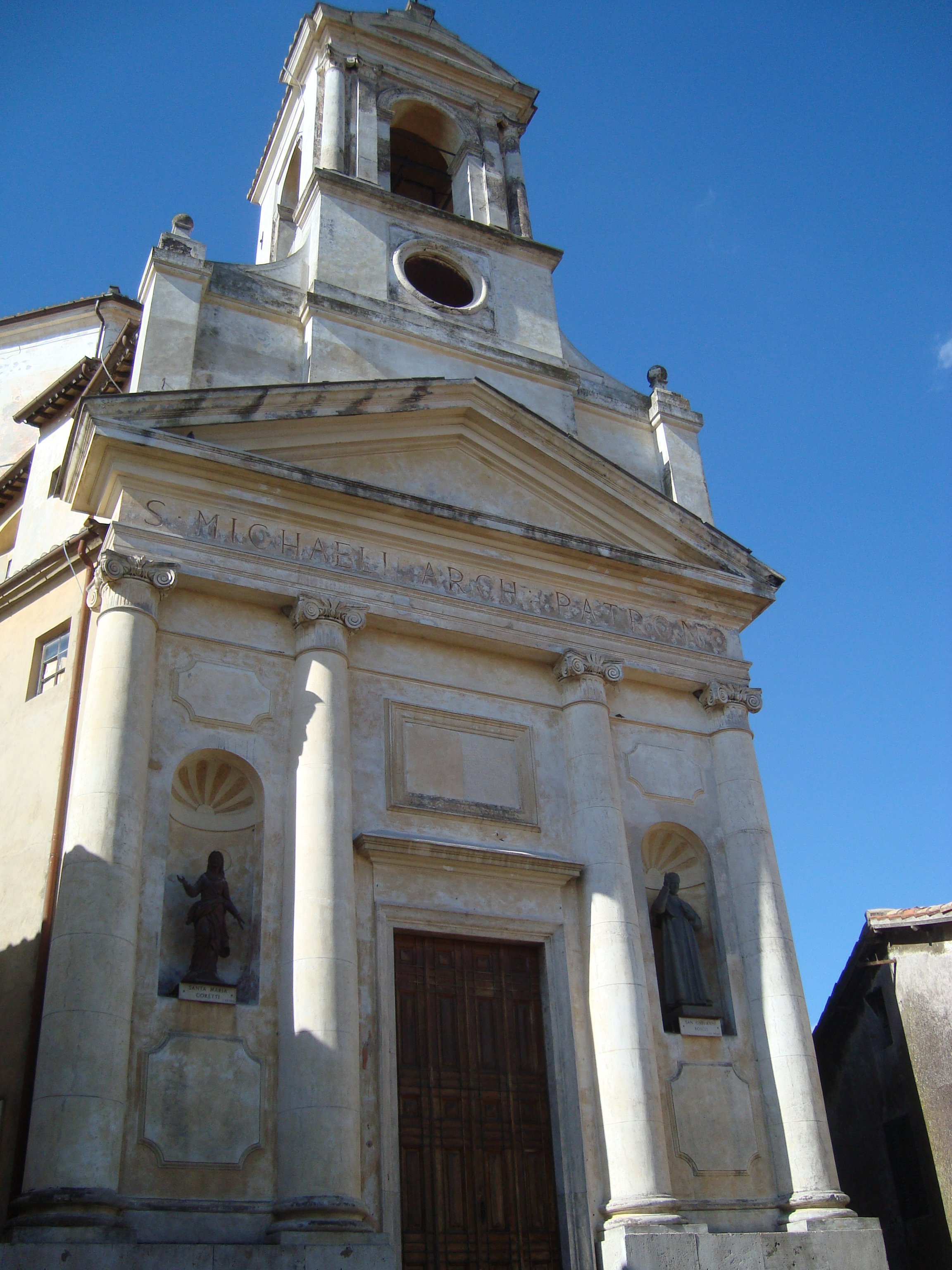
Église San Michele Arcangelo
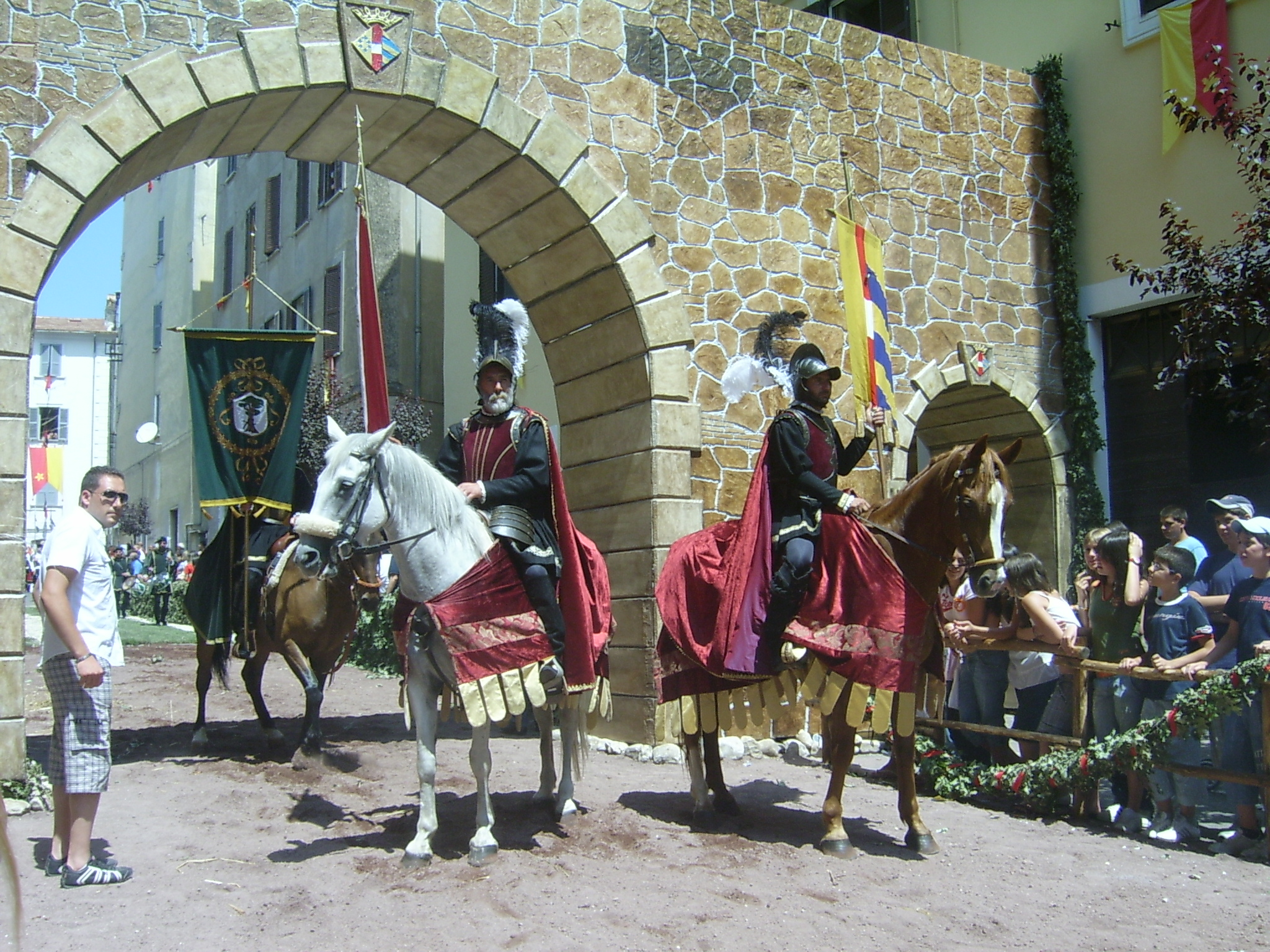
Préparatifs au palio

Chaque année se déroule durant l'été le Palio Madama Margherita, un palio organisé entre les quatre quartiers de la ville mais également la ville voisine de Tivoli pour quelques compétitions.